# Ronde van Catalonië 2024
De Ronde van Catalonië 2024 was de 103e editie van een meerdaagse wielerwedstrijd. De mannen reden van 18 tot en met 24 maart en titelverdediger was de Sloveen Primož Roglič. De grote favoriet Tadej Pogačar won met overmacht niet alleen het algemene, punten- en bergklassement, maar ook vier van de zeven ritten. De eerste meerdaagse editie van de Ronde van Catalonië voor vrouwen werd van 7 tot 9 juni 2024 verreden.

## Deelnemende ploegen
Het peloton bestond uit 25 ploegen van zeven renners, in totaal dus 175 deelnemers. Naast de World Tour ploegen reden dezelfde zeven continentale teams als vorig jaar mee.

## Etappeoverzicht
| Etappe | Datum    | Start – Finish                                          | Afstand   | Type      | Winnaar             | Leider        |
| ------ | -------- | ------------------------------------------------------- | --------- | --------- | ------------------- | ------------- |
| 1      | 18 maart | Sant Feliu de Guíxols – Sant Feliu de Guíxols           | 173,9 km  | Heuvelrit | Nick Schultz        | Nick Schultz  |
| 2      | 19 maart | Mataró – Vallter / Setcases (Vall de Camprodon)         | 186,5 km  | Bergrit   | Tadej Pogačar       | Tadej Pogačar |
| 3      | 20 maart | Sant Joan de les Abadesses – Port Ainé (Pallars Sobirà) | 176,7 km  | Bergrit   | Tadej Pogačar       | Tadej Pogačar |
| 4      | 21 maart | Sort (Turisme Pallars Sobirà) – Lleida                  | 169,2 km  | Heuvelrit | Marijn van den Berg | Tadej Pogačar |
| 5      | 22 maart | Altafulla – Viladecans (The style outlets)              | 167,3 km  | Heuvelrit | Axel Laurance       | Tadej Pogačar |
| 6      | 23 maart | Berga – Santuario de Queralt (Berga)                    | 154,7 km  | Bergrit   | Tadej Pogačar       | Tadej Pogačar |
| 7      | 24 maart | Barcelona – Barcelona                                   | 145,3 km  | Heuvelrit | Tadej Pogačar       | Tadej Pogačar |
| Totaal | Totaal   | Totaal                                                  | 1173,6 km |           |                     |               |

## Etappe-uitslagen

### Eerste etappe
Vlak voor de top van de eerste klim reden Alex Baudin (Decathlon AG2R La Mondiale), en Mikel Bizkarra (Euskaltel-Euskadi) weg. Zij kregen even later gezelschap van Kenny Elissonde (Cofidis), Simone Petilli (Intermarché-Wanty) en Ådne Holter (Uno-X Mobility). De ploeg van topfavoriet Tadej Pogačar hield het peloton in de buurt van de vluchters. Op zo'n 33 kilometer van de meet werd de kopgroep opgeslokt door het peloton, vlak voor de laatste tussensprint. Egan Bernal won de sprint en Pogačar volgde in zijn wiel.
Met nog 1300 meter te gaan kneep Stephen Williams in zijn remmen bij het aansnijden van een van de laatste bochten. Zijn ploeggenoot Nick Schultz lag op kop en kreeg hierdoor een voorsprong. Attila Valter nam niet over, hij loodste alleen zijn kopman Sepp Kuss naar de finish. Schultz trok vol door tot over de finish. Achter hem sprong Pogačar nog weg uit het peloton. Williams probeerde hem te volgen. Ondanks zijn schijnbaar dubbele snelheid, kon Pogačar Schultz niet meer inhalen.
De rit werd ontsiert door een aantal valpartijen. De Belg Maxim Van Gils (Lotto Dstny) haalde de finish met een pijnlijke pols. Zijn ploeg meldde dat hij uit koers genomen werd voor nader onderzoek in België, maar een dag later kon hij toch van start in de tweede etappe. Nederlander Bart Lemmen (Visma|Lease a Bike) brak een sleutelbeen en moest de strijd staken.
| Sant Feliu de Guíxols – Sant Feliu de Guíxols 173,9 km |                     |                            |          |
| Plaats                                                 | Naam                | Ploeg                      | Tijd     |
| Winnaar                                                | Nick Schultz        | Israel-Premier Tech        | 4u11'38" |
| 2                                                      | Tadej Pogačar       | UAE Team Emirates          | z.t.     |
| 3                                                      | Stephen Williams    | Israel-Premier Tech        | z.t.     |
| 4                                                      | Dorian Godon        | Decathlon AG2R La Mondiale | z.t.     |
| 5                                                      | Axel Laurance       | Alpecin-Deceuninck         | z.t.     |
| 6                                                      | Rémy Rochas         | Groupama-FDJ               | z.t.     |
| 7                                                      | Ilan Van Wilder     | Soudal Quick-Step          | z.t.     |
| 8                                                      | Aleksandr Vlasov    | BORA-hansgrohe             | z.t.     |
| 9                                                      | Sepp Kuss           | Visma\|Lease a Bike        | z.t.     |
| 10                                                     | Harold Tejada       | Astana Qazaqstan           | z.t.     |
|                                                        |                     |                            |          |
| 14                                                     | Frank van den Broek | dsm-firmenich PostNL       | z.t.     |

| Algemeen klassement |                     |                            |          |
| Plaats              | Naam                | Ploeg                      | Tijd     |
|                     | Nick Schultz        | Israel-Premier Tech        | 4u11'28" |
| 2                   | Tadej Pogačar       | UAE Team Emirates          | + 2"     |
| 3                   | Stephen Williams    | Israel-Premier Tech        | + 6"     |
| 4                   | Egan Bernal         | INEOS Grenadiers           | + 7"     |
| 5                   | Laurens De Plus     | INEOS Grenadiers           | + 9"     |
| 6                   | Dorian Godon        | Decathlon AG2R La Mondiale | + 10"    |
| 7                   | Axel Laurance       | Alpecin-Deceuninck         | z.t.     |
| 8                   | Rémy Rochas         | Groupama-FDJ               | z.t.     |
| 9                   | Ilan Van Wilder     | Soudal Quick-Step          | z.t.     |
| 10                  | Aleksandr Vlasov    | BORA-hansgrohe             | z.t.     |
|                     |                     |                            |          |
| 16                  | Frank van den Broek | dsm-firmenich PostNL       | z.t.     |

### Tweede etappe
Na twee kilometer koers reden zes renners weg: De Belg Jimmy Janssens (Alpecin-Deceuninck), de Spanjaarden Samuel Fernández (Caja Rural-Seguros RGA), Álex Jaime (Kern Pharma) en Xabier Isasa (Euskaltel-Euskadi), de Italiaan Kevin Colleoni (Intermarché-Wanty) en de Mongoolse kampioen en eerste profrenner van zijn land Jambaljamts Sainbayar (Burgos-BH). De zes kregen een maximale voorsprong van 6'50". Achter hen hield UAE Emirates de controle en verkleinde de voorsprong stukje bij beetje. Jaime reed in de kopgroep door zijn geboorteplaats Sarrià de Ter.
Na drie uur relatief vlakke koers draaide de kopgroep de Coll de Coubet op, een tien kilometer lange klim met een gemiddelde stijging van 5,4 procent. Onderaan de berg had de kopgroep een voorsprong van ruim drie minuten op het peloton. Janssens versnelde en kreeg Fernandez mee. Isasa probeerde ook naar Janssens toe te springen, maar viel stil. Op de klim kwam de regen met bakken uit de hemel, waardoor verschillende renners het koud kregen. In de afdaling daalde Fernandez soepeler, of nam hij meer risico dan Janssens, en de Spanjaard nam tijdelijk wat voorsprong. Het peloton slokte in de afdaling de overige vluchters op. Aan de kop van het peloton dook Tadej Pogačar spelenderwijs naar beneden, en nam daarmee ongemerkt ook even een voorsprong.
In de aanloop naar de slotklim liep het parkoers lichtjes op en moest Fernandez Janssens laten gaan. De Belg begon met een voorsprong van 1 minuut en 15 seconden, aan de 11,4 kilometer lange klim met een gemiddelde stijging van 7,5 procent, naar de top van de Vallter. UAE Emirates maakte de koers hard en trok het peloton op een scheurende streep. In de mist, buiten het zicht van de camera's, werd Janssens ingehaald. Pogačar vertrok met nog zes kilometer te gaan en sloeg een groot gat van bijna anderhalve minuut op de streep. Achter hem maakten Mikel Landa en Aleksandr Vlasov zich los van de rest. Die kwam een voor een over de meet.
| Mataró – Vallter / Setcases (Vall de Camprodon) 186,5 km |                  |                    |          |
| Plaats                                                   | Naam             | Ploeg              | Tijd     |
| Winnaar                                                  | Tadej Pogačar    | UAE Team Emirates  | 4u52'37" |
| 2                                                        | Mikel Landa      | Soudal Quick-Step  | + 1'23"  |
| 3                                                        | Aleksandr Vlasov | BORA-hansgrohe     | + 1'24"  |
| 4                                                        | João Almeida     | UAE Team Emirates  | + 1'38"  |
| 5                                                        | Lenny Martinez   | Groupama-FDJ       | + 1'43"  |
| 6                                                        | Chris Harper     | Team Jayco AlUla   | + 1'44"  |
| 7                                                        | Egan Bernal      | INEOS Grenadiers   | + 1'47"  |
| 8                                                        | Enric Mas        | Movistar Team      | + 1'49"  |
| 9                                                        | Wout Poels       | Bahrain-Victorious | + 2'03"  |
| 10                                                       | José Manuel Díaz | Burgos-BH          | z.t.     |
|                                                          |                  |                    |          |
| 20                                                       | Laurens De Plus  | UAE Team Emirates  | + 2'27"  |

| Algemeen klassement |                  |                     |          |
| Plaats              | Naam             | Ploeg               | Tijd     |
|                     | Tadej Pogačar    | UAE Team Emirates   | 9u03'57" |
| 2                   | Mikel Landa      | Soudal Quick-Step   | + 1'35"  |
| 3                   | Aleksandr Vlasov | BORA-hansgrohe      | + 1'38"  |
| 4                   | João Almeida     | UAE Team Emirates   | + 1'56"  |
| 5                   | Lenny Martinez   | Groupama-FDJ        | + 2'01"  |
| 6                   | Chris Harper     | Team Jayco AlUla    | + 2'02"  |
| 7                   | Egan Bernal      | INEOS Grenadiers    | z.t.     |
| 8                   | Enric Mas        | Movistar Team       | + 2'07"  |
| 9                   | Sepp Kuss        | Visma\|Lease a Bike | + 2'21"  |
| 10                  | José Manuel Díaz | Burgos-BH           | z.t.     |
|                     |                  |                     |          |
| 12                  | Wout Poels       | Bahrain-Victorious  | z.t.     |
| 17                  | Laurens De Plus  | UAE Team Emirates   | + 2'44"  |

### Derde etappe
Deze bergrit ging over drie bergen van boven de 1700 meter, Port de Toses, Port de Cantó en Port Ainé, met tot 25,5 kilometer lange beklimmingen en percentages tot 10%. Loe van Belle en Pavel Bittner startten niet en onder andere Maxim Van Gils en Sam Gaze stapten onderweg af. José Manuel Díaz viel tijdens een doktersbehandeling, toen de dokter zijn stuur vastpakte om vaseline op een schaafwond aan te brengen. De nummer tien van het klassement brak daarbij zijn kuitbeen. Díaz reed de rit daarna nog uit.
Bauke Mollema opende de eerste schermutselingen vanuit de start, waarna een kopgroep van tien renners ontstond met daarin Mauri Vansevenant. Harold Tejada kwam als eerste over de Port de Toses. Het peloton liet de vluchters niet verder uitlopen dan anderhalve minuut, en na een paar kilometer op de Port de Cantó werden ze gegrepen. Het eerste peloton reed naar de top waar Tejada opnieuw als eerste boven kwam, ditmaal gevolgd door Steven Kruijswijk.
Met nog 11 kilometer te gaan op de Port Ainé, was het peloton uitgedund tot 23 renners. Op zeven kilometer sprong Mikel Landa weg, met Tadej Pogačar in zijn wiel. Pogačar nam de aanval over en Landa moest al snel lossen. Landa kreeg gezelschap van Sepp Kuss en wat later van Chris Harper, maar zij werden door Landa gelost en door de achtervolgende groep gegrepen. Pogačar soleerde naar de winst met een flinke voorsprong op Landa. Antonio Tiberi en zijn ploeggenoot Wout Poels, ontsnapten met Sepp Kuss op het eind nog uit de achtervolgende groep.
| Sant Joan de les Abadesses – Port Ainé (Pallars Sobirà) 176,7 km |                    |                     |          |
| Plaats                                                           | Naam               | Ploeg               | Tijd     |
| Winnaar                                                          | Tadej Pogačar      | UAE Team Emirates   | 4u34'25" |
| 2                                                                | Mikel Landa        | Soudal Quick-Step   | + 48"    |
| 3                                                                | Antonio Tiberi     | Bahrain-Victorious  | + 1'03"  |
| 4                                                                | Wout Poels         | Bahrain-Victorious  | z.t.     |
| 5                                                                | Sepp Kuss          | Visma\|Lease a Bike | z.t.     |
| 6                                                                | Aleksandr Vlasov   | BORA-hansgrohe      | + 1'10"  |
| 7                                                                | Cristián Rodríguez | Arkéa-B&B Hotels    | z.t.     |
| 8                                                                | Chris Harper       | Team Jayco AlUla    | z.t.     |
| 9                                                                | Lenny Martinez     | Groupama-FDJ        | z.t.     |
| 10                                                               | Enric Mas          | Movistar Team       | z.t.     |
|                                                                  |                    |                     |          |
| 12                                                               | Cian Uijtdebroeks  | Visma\|Lease a Bike | + 1'20"  |

| Algemeen klassement |                  |                     |           |
| Plaats              | Naam             | Ploeg               | Tijd      |
|                     | Tadej Pogačar    | UAE Team Emirates   | 13u38'12" |
| 2                   | Mikel Landa      | Soudal Quick-Step   | + 2'27"   |
| 3                   | Aleksandr Vlasov | BORA-hansgrohe      | + 2'55"   |
| 4                   | Lenny Martinez   | Groupama-FDJ        | + 3'21"   |
| 5                   | Chris Harper     | Team Jayco AlUla    | + 3'22"   |
| 6                   | Enric Mas        | Movistar Team       | + 3'27"   |
| 7                   | Sepp Kuss        | Visma\|Lease a Bike | + 3'34"   |
| 8                   | Wout Poels       | Bahrain-Victorious  | z.t.      |
| 9                   | Egan Bernal      | INEOS Grenadiers    | + 3'50"   |
| 10                  | João Almeida     | UAE Team Emirates   | + 3'52"   |
|                     |                  |                     |           |
| 14                  | Laurens De Plus  | UAE Team Emirates   | + 4'19"   |

### Vierde etappe
In de vlakste rit van de ronde ontsnapte een drietal renners vanuit de start. De vlucht met de Belgische vijfvoudig etappewinnaar Thomas De Gendt, de Noor Idar Andersen en de Spanjaard Urko Berrade, reed zo'n 140 kilometer vooruit. Berrade haakte 30 km eerder af. Door het bergachtige parkoers waren er geen sprinttreintjes en ontstond er een chaotische spurt. Hierin kwam de Nederlander Marijn van den Berg als winnaar naar voren, voor de Belg Arne Marit.
| Sort (Turisme Pallars Sobirà) – Lleida 169,2 km |                     |                            |          |
| Plaats                                          | Naam                | Ploeg                      | Tijd     |
| Winnaar                                         | Marijn van den Berg | EF Education-EasyPost      | 3u40'19" |
| 2                                               | Arne Marit          | Intermarché-Wanty          | z.t.     |
| 3                                               | Emīls Liepiņš       | dsm-firmenich PostNL       | z.t.     |
| 4                                               | Bryan Coquard       | Cofidis                    | z.t.     |
| 5                                               | Axel Laurance       | Alpecin-Deceuninck         | z.t.     |
| 6                                               | Cyril Barthe        | Groupama-FDJ               | z.t.     |
| 7                                               | Ethan Hayter        | INEOS Grenadiers           | z.t.     |
| 8                                               | Dorian Godon        | Decathlon AG2R La Mondiale | z.t.     |
| 9                                               | Orluis Aular        | Caja Rural-Seguros RGA     | z.t.     |
| 10                                              | Jacopo Mosca        | Lidl-Trek                  | z.t.     |

| Algemeen klassement |                  |                     |           |
| Plaats              | Naam             | Ploeg               | Tijd      |
|                     | Tadej Pogačar    | UAE Team Emirates   | 17u18'31" |
| 2                   | Mikel Landa      | Soudal Quick-Step   | + 2'27"   |
| 3                   | Aleksandr Vlasov | BORA-hansgrohe      | + 2'55"   |
| 4                   | Lenny Martinez   | Groupama-FDJ        | + 3'21"   |
| 5                   | Chris Harper     | Team Jayco AlUla    | + 3'22"   |
| 6                   | Enric Mas        | Movistar Team       | + 3'27"   |
| 7                   | Wout Poels       | Bahrain-Victorious  | + 3'31"   |
| 8                   | Sepp Kuss        | Visma\|Lease a Bike | + 3'32"   |
| 9                   | Egan Bernal      | INEOS Grenadiers    | + 3'50"   |
| 10                  | João Almeida     | UAE Team Emirates   | + 3'52"   |
|                     |                  |                     |           |
| 14                  | Laurens De Plus  | UAE Team Emirates   | + 4'19"   |

### Vijfde etappe
Deze heuvelrit met maar liefst 2243 hoogetemeters was zwaar door vele aanvallen. Telkens wisselende groepjes lagen vooruit en werden weer teruggepakt. Na de laatste beklimming van tweede categorie volgde een afdaling van zo'n 30 kilometer. Hier kwam het gefragmenteerde veld van renners samen tot twee grote pelotons. Op zes kilometer van het einde werd het eerste peloton met voornamelijk klimmers door een tweede peloton met de sprinters bijgehaald. Na een finale die op en af, en om menig rotonde ging, volgde een sprint waarin de Fransman Axel Laurance op het einde, een wiel voorsprong nam op Marijn van den Berg.
| Altafulla – Viladecans (The style outlets) 167,3 km |                       |                            |          |
| Plaats                                              | Naam                  | Ploeg                      | Tijd     |
| Winnaar                                             | Axel Laurance         | Alpecin-Deceuninck         | 3u36'05" |
| 2                                                   | Marijn van den Berg   | EF Education-EasyPost      | z.t.     |
| 3                                                   | Bryan Coquard         | Cofidis                    | z.t.     |
| 4                                                   | Orluis Aular          | Caja Rural-Seguros RGA     | z.t.     |
| 5                                                   | Stephen Williams      | Israel-Premier Tech        | z.t.     |
| 6                                                   | Patrick Konrad        | Lidl-Trek                  | z.t.     |
| 7                                                   | Dorian Godon          | Decathlon AG2R La Mondiale | z.t.     |
| 8                                                   | Pau Miquel            | Equipo Kern Pharma         | z.t.     |
| 9                                                   | Fernando Barceló      | Caja Rural-Seguros RGA     | z.t.     |
| 10                                                  | Frank van den Broek   | dsm-firmenich PostNL       | z.t.     |
|                                                     |                       |                            |          |
| 24                                                  | William Junior Lecerf | Soudal Quick-Step          | z.t.     |

| Algemeen klassement |                  |                     |           |
| Plaats              | Naam             | Ploeg               | Tijd      |
|                     | Tadej Pogačar    | UAE Team Emirates   | 20u54'36" |
| 2                   | Mikel Landa      | Soudal Quick-Step   | + 2'27"   |
| 3                   | Aleksandr Vlasov | BORA-hansgrohe      | + 2'55"   |
| 4                   | Lenny Martinez   | Groupama-FDJ        | + 3'21"   |
| 5                   | Chris Harper     | Team Jayco AlUla    | + 3'22"   |
| 6                   | Enric Mas        | Movistar Team       | + 3'24"   |
| 7                   | Sepp Kuss        | Visma\|Lease a Bike | + 3'31"   |
| 8                   | Wout Poels       | Bahrain-Victorious  | z.t.      |
| 9                   | Egan Bernal      | INEOS Grenadiers    | + 3'50"   |
| 10                  | João Almeida     | UAE Team Emirates   | + 3'52"   |
|                     |                  |                     |           |
| 14                  | Laurens De Plus  | UAE Team Emirates   | + 4'19"   |

### Zesde etappe
Deze rit voerde over vijf bergtoppen en had met 4085 de meeste hoogtemeters van de Ronde. Bauke Mollema opende opnieuw de wedstrijd vanuit de start. Hij kreeg Hugh Carthy mee en samen gingen ze over de Coll de la Batallola en Collet de Cal Ros. Onder andere Martijn Tusveld, Marijn van den Berg en Ide Schelling verlieten de wedstrijd. Wout Poels kreeg in het peloton een vuistslag van Iván García. Op de Coll de Pradell werden de vluchters ingelopen. Op stukken met stijgingspercentages tot 22 procent, sleurde Steven Kruijswijk zo hard aan het peloton, dat ook zijn Visma-kopman Sepp Kuss moest lossen. Tadej Pogačar trok door in de laatste kilometers naar de top en loste ook Kruijswijk en Cian Uijtdebroeks.
In de afdaling richting de Collada de Sant Isidre kwam een klein peloton met achtervolgende renners bij elkaar. Onderaan de berg sloot de volggroep aan bij de kopgroep met Pogačar. Met minder dan 30 kilometer te gaan nam hij de leiding en reed in een halve kilometer iedereen uit zijn wiel. Hierna volgde opnieuw een solo naar de finish. Mikel Landa had hem nog het langste gevolgd, en hij kreeg in de afdaling naar de slotklim gezelschap van Egan Bernal. Enric Mas probeerde hen te bereiken, maar viel op op de laatste helling flink terug.
| Berga – Santuario de Queralt (Berga) 154,7 km |                   |                    |          |
| Plaats                                        | Naam              | Ploeg              | Tijd     |
| Winnaar                                       | Tadej Pogačar     | UAE Team Emirates  | 4u11'53" |
| 2                                             | Egan Bernal       | INEOS Grenadiers   | + 57"    |
| 3                                             | Mikel Landa       | Soudal Quick-Step  | z.t.     |
| 4                                             | Enric Mas         | Movistar Team      | + 2'14"  |
| 5                                             | Chris Harper      | Team Jayco AlUla   | + 2'16"  |
| 6                                             | Antonio Tiberi    | Bahrain-Victorious | z.t.     |
| 7                                             | João Almeida      | UAE Team Emirates  | + 2'18"  |
| 8                                             | Lenny Martinez    | Groupama-FDJ       | z.t.     |
| 9                                             | Lorenzo Fortunato | Astana Qazaqstan   | + 2'34"  |
| 10                                            | Aleksandr Vlasov  | BORA-hansgrohe     | + 2'38"  |
| 11                                            | Wout Poels        | Bahrain-Victorious | + 3'47"  |
|                                               |                   |                    |          |
| 20                                            | Laurens De Plus   | UAE Team Emirates  | + 5'15"  |

| Algemeen klassement |                   |                    |           |
| Plaats              | Naam              | Ploeg              | Tijd      |
|                     | Tadej Pogačar     | UAE Team Emirates  | 25u06'16" |
| 2                   | Mikel Landa       | Soudal Quick-Step  | + 3'31"   |
| 3                   | Egan Bernal       | INEOS Grenadiers   | + 4'53"   |
| 4                   | Aleksandr Vlasov  | BORA-hansgrohe     | + 5'46"   |
| 5                   | Enric Mas         | Movistar Team      | + 5'51"   |
| 6                   | Chris Harper      | Team Jayco AlUla   | z.t.      |
| 7                   | Lenny Martinez    | Groupama-FDJ       | + 5'52"   |
| 8                   | Antonio Tiberi    | Bahrain-Victorious | + 6'23"   |
| 9                   | João Almeida      | UAE Team Emirates  | z.t.      |
| 10                  | Lorenzo Fortunato | Astana Qazaqstan   | + 7'17"   |
| 11                  | Wout Poels        | Bahrain-Victorious | + 7'31"   |
|                     |                   |                    |           |
| 16                  | Laurens De Plus   | UAE Team Emirates  | + 9'47"   |

### Zevende etappe
Een vroege kopgroep met Jimmy Janssens, Ander Okamika, Harrison Wood, Idar Andersen en Georg Steinhauser kleurde de wedstrijd. Ze kregen echter niet meer dan twee minuten en dus bleef de groep binnen bereik. Bij het begin van de plaatselijke rondes vielen Frank van den Broek en Nairo Quintana zo hard, dat ze uit de wedstrijd stapten. Met nog 43 kilometer te gaan trok Steinhauser op de Montjuïc door en Andersen kon hem als enige volgen. Achter hen probeerden Marc Soler en Valentin Paret-Peintre naar hen toe te rijden, maar dat werd een chasse patate. Op 28 kilometer moest Andersen, Steinhauser laten gaan.
Op de voorlaatste beklimming van de Montjuïc, met 14 kilometer te gaan, werd Steinhauser door het peloton gegrepen. Er volgde een aantal aanvalletjes, waarna Tadej Pogačar flink doortrok en met vier anderen uit het langgerekte peloton wegreed. De groep kwam weer bijeen, viel stil, en dit beeld zou zich meerdere keren herhalen. Indrukwekkende solo's die volgden werden door Thomas De Gendt, Stephen Williams en João Almeida gereden. De laatste werd na de rode vod teruggepakt. 23 Renners sprintten om de ritwinst en Tadej Pogačar pakte zowel de rit als de Ronde.
| Barcelona – Barcelona 145,3 km |                       |                            |          |
| Plaats                         | Naam                  | Ploeg                      | Tijd     |
| Winnaar                        | Tadej Pogačar         | UAE Team Emirates          | 3u15'23" |
| 2                              | Dorian Godon          | Decathlon AG2R La Mondiale | z.t.     |
| 3                              | Guillaume Martin      | Cofidis                    | z.t.     |
| 4                              | Stephen Williams      | Israel-Premier Tech        | z.t.     |
| 5                              | Patrick Konrad        | Lidl-Trek                  | z.t.     |
| 6                              | Sergio Higuita        | BORA-hansgrohe             | z.t.     |
| 7                              | David González        | Caja Rural-Seguros RGA     | z.t.     |
| 8                              | Antonio Tiberi        | Bahrain-Victorious         | z.t.     |
| 9                              | Aleksandr Vlasov      | BORA-hansgrohe             | z.t.     |
| 10                             | Wout Poels            | Bahrain-Victorious         | z.t.     |
|                                |                       |                            |          |
| 30                             | William Junior Lecerf | Soudal Quick-Step          | + 34"    |

| Algemeen klassement |                   |                    |           |
| Plaats              | Naam              | Ploeg              | Tijd      |
|                     | Tadej Pogačar     | UAE Team Emirates  | 28u21'29" |
| 2                   | Mikel Landa       | Soudal Quick-Step  | + 3'41"   |
| 3                   | Egan Bernal       | INEOS Grenadiers   | + 5'03"   |
| 4                   | Aleksandr Vlasov  | BORA-hansgrohe     | + 5'56"   |
| 5                   | Enric Mas         | Movistar Team      | + 6'01"   |
| 6                   | Chris Harper      | Team Jayco AlUla   | z.t.      |
| 7                   | Lenny Martinez    | Groupama-FDJ       | + 6'02"   |
| 8                   | Antonio Tiberi    | Bahrain-Victorious | + 6'33"   |
| 9                   | João Almeida      | UAE Team Emirates  | z.t.      |
| 10                  | Lorenzo Fortunato | Astana Qazaqstan   | + 7'27"   |
| 11                  | Wout Poels        | Bahrain-Victorious | + 7'41"   |
|                     |                   |                    |           |
| 16                  | Laurens De Plus   | UAE Team Emirates  | + 11'25"  |

## Klassementsleiders na elke etappe
| Rit         | Winnaar             | Algemeen klassement | Puntenklassement | Bergklassement  | Jongerenklassement | Ploegenklassement   | Prijs voor de strijdlust |
| ----------- | ------------------- | ------------------- | ---------------- | --------------- | ------------------ | ------------------- | ------------------------ |
| 1           | Nick Schultz        | Nick Schultz        | Nick Schultz     | Kenny Elissonde | Axel Laurance      | Israel-Premier Tech | Mikel Bizkarra           |
| 2           | Tadej Pogačar       | Tadej Pogačar       | Tadej Pogačar    | Tadej Pogačar   | Lenny Martinez     | UAE Team Emirates   | Álex Jaime               |
| 3           | Tadej Pogačar       | Tadej Pogačar       | Tadej Pogačar    | Tadej Pogačar   | Lenny Martinez     | Movistar Team       | Harold Tejada            |
| 4           | Marijn van den Berg | Tadej Pogačar       | Tadej Pogačar    | Tadej Pogačar   | Lenny Martinez     | Movistar Team       | Urko Berrade             |
| 5           | Axel Laurance       | Tadej Pogačar       | Tadej Pogačar    | Tadej Pogačar   | Lenny Martinez     | Movistar Team       | Óscar Rodríguez          |
| 6           | Tadej Pogačar       | Tadej Pogačar       | Tadej Pogačar    | Tadej Pogačar   | Lenny Martinez     | Bahrain-Victorious  | Tadej Pogačar            |
| 7           | Tadej Pogačar       | Tadej Pogačar       | Tadej Pogačar    | Tadej Pogačar   | Lenny Martinez     | Bahrain-Victorious  | Ander Okamika            |
| Einduitslag | Einduitslag         | Tadej Pogačar       | Tadej Pogačar    | Tadej Pogačar   | Lenny Martinez     | Bahrain-Victorious  |                          |

## Eindklassementen
| Plaats | Naam               | Ploeg                      | Tijd      |
| ------ | ------------------ | -------------------------- | --------- |
|        | Tadej Pogačar      | UAE Team Emirates          | 28u21'29" |
| 2      | Mikel Landa        | Soudal Quick-Step          | + 3'41"   |
| 3      | Egan Bernal        | INEOS Grenadiers           | + 5'03"   |
| 4      | Aleksandr Vlasov   | BORA-hansgrohe             | + 5'56"   |
| 5      | Enric Mas          | Movistar Team              | + 6'01"   |
| 6      | Chris Harper       | Team Jayco AlUla           | z.t.      |
| 7      | Lenny Martinez     | Groupama-FDJ               | + 6'02"   |
| 8      | Antonio Tiberi     | Bahrain-Victorious         | + 6'33"   |
| 9      | João Almeida       | UAE Team Emirates          | z.t.      |
| 10     | Lorenzo Fortunato  | Astana Qazaqstan           | + 7'27"   |
| 11     | Wout Poels         | Bahrain-Victorious         | + 7'41"   |
| 12     | Cristián Rodríguez | Arkéa-B&B Hotels           | + 8'18"   |
| 13     | Sepp Kuss          | Visma\|Lease a Bike        | + 8'20"   |
| 14     | Einer Rubio        | Movistar Team              | + 9'04"   |
| 15     | George Bennett     | Israel-Premier Tech        | + 9'35"   |
| 16     | Laurens De Plus    | UAE Team Emirates          | + 11'25"  |
| 17     | Carlos Verona      | Lidl-Trek                  | + 11'46"  |
| 18     | Clément Berthet    | Decathlon AG2R La Mondiale | + 12'27"  |
| 19     | Damiano Caruso     | Bahrain-Victorious         | + 13'56"  |
| 20     | Jan Hirt           | Soudal Quick-Step          | + 14'07"  |

| Plaats | Ploeg              | Tijd      |
| ------ | ------------------ | --------- |
|        | Bahrain-Victorious | 85h32'47" |
| 2      | Movistar Team      | + 2'08"   |
| 3      | INEOS Grenadiers   | + 2'09"   |
| 4      | Soudal Quick-Step  | + 7'25"   |
| 5      | UAE Team Emirates  | + 16'36"  |

| Plaats | Naam          | Ploeg               | Punten |
| ------ | ------------- | ------------------- | ------ |
|        | Tadej Pogačar | UAE Team Emirates   | 51     |
| 2      | Mikel Landa   | Soudal Quick-Step   | 18     |
| 3      | Nick Schultz  | Israel-Premier Tech | 10     |
| 4      | Axel Laurance | Alpecin-Deceuninck  | 10     |
| 5      | Egan Bernal   | INEOS Grenadiers    | 10     |

| Plaats | Naam          | Ploeg             | Punten |
| ------ | ------------- | ----------------- | ------ |
|        | Tadej Pogačar | UAE Team Emirates | 103    |
| 2      | Mikel Landa   | Soudal Quick-Step | 70     |
| 3      | Harold Tejada | Astana Qazaqstan  | 37     |
| 4      | Marc Soler    | UAE Team Emirates | 35     |
| 5      | Egan Bernal   | INEOS Grenadiers  | 29     |

| Plaats | Naam                   | Ploeg                      | Tijd      |
| ------ | ---------------------- | -------------------------- | --------- |
|        | Lenny Martinez         | Groupama-FDJ               | 28u27'31" |
| 2      | Antonio Tiberi         | Bahrain-Victorious         | + 31"     |
| 3      | Johannes Kulset        | Uno-X Mobility             | + 9'13"   |
| 4      | Valentin Paret-Peintre | Decathlon AG2R La Mondiale | + 15'08"  |
| 5      | Pablo Castrillo        | Equipo Kern Pharma         | + 15'43"  |
| 6      | Darren Rafferty        | EF Education-EasyPost      | + 17'38"  |
| 7      | William Junior Lecerf  | Soudal Quick-Step          | + 18'31"  |

1911 · 1912 · 1913 · 1914-1919 · 1920 · 1921-1922 · 1923 · 1924 · 1925 · 1926 · 1927 · 1928 · 1929 · 1930 · 1931 · 1932 · 1933 · 1934 · 1935 · 1936 · 1937 · 1938 · 1939 · 1940 · 1941 · 1942 · 1943 · 1944 · 1945 · 1946 · 1947 · 1948 · 1949 · 1950 · 1951 · 1952 · 1953 · 1954 · 1955 · 1956 · 1957 · 1958 · 1959 · 1960 · 1961 · 1962 · 1963 · 1964 · 1965 · 1966 · 1967 · 1968 · 1969 · 1970 · 1971 · 1972 · 1973 · 1974 · 1975 · 1976 · 1977 · 1978 · 1979 · 1980 · 1981 · 1982 · 1983 · 1984 · 1985 · 1986 · 1987 · 1988 · 1989 · 1990 · 1991 · 1992 · 1993 · 1994 · 1995 · 1996 · 1997 · 1998 · 1999 · 2000 · 2001 · 2002 · 2003 · 2004 · 2005 · 2006 · 2007 · 2008 · 2009 · 2010 · 2011 · 2012 · 2013 · 2014 · 2015 · 2016 · 2017 · 2018 · 2019 · 2020 · 2021 · 2022 · 2023 · 2024 · 2025
Tour Down Under ·
Great Ocean Road Race ·
Ronde van de Verenigde Arabische Emiraten ·
Omloop Het Nieuwsblad ·
Strade Bianche ·
Parijs-Nice · 
Tirreno-Adriatico · 
Milaan-San Remo ·
Ronde van Catalonië ·
Classic Brugge-De Panne ·
E3 Saxo Classic ·
Gent-Wevelgem ·
Dwars door Vlaanderen ·
Ronde van Vlaanderen ·
Ronde van het Baskenland ·
Parijs-Roubaix ·
Amstel Gold Race ·
Waalse Pijl ·
Luik-Bastenaken-Luik ·
Ronde van Romandië ·
Eschborn-Frankfurt ·
Ronde van Italië ·
Critérium du Dauphiné ·
Ronde van Zwitserland ·
Ronde van Frankrijk ·
Clásica San Sebastián ·
Ronde van Polen ·
Bretagne Classic ·
BEMER Cyclassics ·
Renewi Tour ·
Ronde van Spanje ·
GP van Quebec ·
GP van Montreal ·
Ronde van Lombardije ·
Ronde van Guangxi